# Jean-Baptiste Théodore Lamarque d'Arrouzat
Pour les articles homonymes, voir Lamarque.
Jean-Baptiste Isidore Lamarque d'Arrouzat, né le 23 août 1762 à Doazon (Pyrénées-Atlantiques) et mort le 30 avril 1834 à Pau, est un général d’Empire français.

## Carrière pendant les guerres de la Révolution
Il entra, le 17 octobre, en qualité de capitaine dans le 1er bataillon de volontaires des Landes, incorporé le 28 ventôse an II, dans la 70e demi-brigade de bataille, devenue par amalgame 75e demi-brigade de ligne, le 26 ventôse an IV, et 75e régiment de même arme en vendémiaire an XII.
Il servit, de 1792 au commencement de l'an VI, à l'armée des Alpes, au siège de Toulon et aux armées d'Italie et d'Helvétie.
Le 26 brumaire an V, à la bataille d'Arcole, il fit prisonnier un capitaine autrichien, et, le même jour, le commandant de son bataillon ayant été tué, le capitaine Lamarque prend le commandement et s'élance sur l'ennemi à la baïonnette et fait 200 prisonniers.
Parti au mois de floréal an VI avec l'armée d'Orient, il combat en Égypte et en Syrie jusqu'en l'an IX.
Envoyé, en l'an VII, du siège de Saint-Jean-d'Acre à Nazareth avec deux compagnies pour couvrir les opérations de l'armée française, il se maintient pendant quinze heures dans le couvent des Capucins, au milieu d'un grand nombre considérable de pestiférés, et malgré les attaques incessantes d'une nuée d'Arabes.
Chef de bataillon le 27 vendémiaire an VIII, il rentre en France après la capitulation d’Alexandrie, et tient garnison à Orléans de 1802 à 1804.

## Carrière sous le Consulat et l’Empire
Major du 45e régiment d'infanterie de ligne le 30 frimaire an XII, et membre de la Légion d'honneur le 4 germinal suivant, il fut employé à l'armée de Hanovre pendant les ans XII et XIII.
De l'an XIV à 1807, il suivit en Autriche, en Prusse et en Pologne, le premier corps de la Grande Armée, devint colonel du 3e régiment d'infanterie légère, le 20 août 1808, et fit la campagne de 1809 en Allemagne.
Le 22 mai, à la bataille d'Essling, apercevant sur sa gauche un mouvement rétrograde des troupes françaises, il se porta à leur rencontre, et, aidé de quelques officiers, il parvint à les arrêter, fit battre la charge, et porta cette colonne de fuyards à 400 mètres en avant de la ligne. Cette action lui valut la décoration d'officier de la Légion d'honneur.
Il se trouva à la bataille de Wagram, et reçut une dotation et le titre de baron de l'Empire le 15 août de la même année.
Passé à l'armée d'Espagne, il y fit la guerre de 1810 à 1814, et, le 3 mai 1811, occupant avec son régiment la ville de Figuières, où se trouvaient réunis les approvisionnements de l'armée ; il soutint pendant quatre heures les attaques de toute l'armée de Campoverde, forte de plus de 11 000 hommes, et de troupes sorties du fort, dont le nombre s'élevait à 4 000 combattants.
Cette vigoureuse résistance donna le temps au général Baraguay d'Hilliers de faire ses dispositions d'attaques, et l'ennemi fut battu, laissant sur le champ de bataille une grande quantité de morts et de blessés.
À la bataille d'Altafulla, le 24 janvier 1812, il enleva, avec deux de ses bataillons, une montagne retranchée et défendue par les meilleurs soldats du baron de Eroles, auquel il prit 1 500 hommes.
Général de brigade le 24 mai 1812, il commanda une brigade de l'armée de Catalogne, et fut fait gouverneur de Lérida le 25 juillet 1813.
À peine installé, il fut assiégé par un corps d'armée espagnol, résista pendant sept mois, et fit échouer toutes les tentatives de l'ennemi.
Les communications avec l'armée de Catalogne avaient cessé depuis longtemps, lorsqu'un émissaire apporta au général Lamarque l'ordre de se tenir prêt à évacuer la place, et cet ordre, écrit avec le chiffre habituellement employé par le maréchal duc d'Albuféra, ajoutait que dans deux ou trois jours un officier de l'état-major français viendrait chercher la garnison qui devait se joindre à celle de Mequinenza et de Monson. En effet, trois jours après, le capitaine Vanhulen, attaché à l'état-major du maréchal, se présenta apportant l'ordre formel d'évacuer la place.
Quoique sans défiance, le général Lamarque ne voulut cependant rendre Lérida qu'après avoir conclu avec le général baron de Éroles, commandant les troupes espagnoles, une convention par laquelle la garnison devait rejoindre l'armée française sans être inquiétée dans sa route par les Espagnols ou par les Britanniques.
Ces conditions ayant été acceptées et le traité signé, le général Lamarque se mit en marche et fut rejoint par la garnison de Mequinenza. Jusqu'au quatrième jour, aucun obstacle ne se présenta ; mais, arrivé au défilé de Martorell, la colonne française trouva un corps de 12 000 Britanniques avec 20 pièces de canon, qui s'opposa à son passage. Engagée dans le défilé, ayant vis-à-vis d'elle les Britanniques, à droite des rochers inaccessibles, à gauche le Llobregat, et sur ses derrières le corps espagnol du baron de Éroles, elle se trouva dans la position la plus critique.
Le général Lamarque, qui n'avait avec lui que 1 500 hommes, jugeant qu'il devenait impossible de soutenir un combat avec quelque chance de succès, réclama alors l'exécution du traité de Lérida ; mais le général britannique Coppons, lui répondit qu'il avait été la dupe d'un stratagème militaire, que le capitaine Vanhulen, qui avait porté l'ordre de l'évacuation, était un transfuge du quartier général du duc d'Albuféra, d'où il avait déserté en emportant le chiffre à l'aide duquel on avait fabriqué les faux ordres. Le général Coppons termina cette révélation en sommant le général Lamarque de faire mettre bas les armes à sa troupe, et de se rendre à discrétion. Celui-ci déclara qu'il n'accepterait jamais de pareilles conditions ; mais ce fut en vain qu'il réclama l'exécution des promesses.
Coppons, après s'être concerté avec son état-major, et voulant, disait-il, éviter l'effusion du sang, proposa les conditions suivantes : « Les soldats français déposeront leurs armes en faisceaux ; et conserveront leurs sacs. Les officiers de tout grade garderont leur épée et leurs bagages, et, dans cet état, les deux garnisons seront escortées jusqu'aux avant-postes de l'armée du duc d'Albuféra. »
On signa donc le nouveau traité ; mais à peine était-il exécuté par les Français, que le général Coppons viola sa parole en déclarant que les troupes françaises étaient prisonnières de guerre.
Il fallut se soumettre, et le général Lamarque, ainsi que ses hommes compagnons d'armes, restèrent en captivité jusqu'en 1814. On le mit en demi-solde le 1er juillet suivant. L'Empereur, à son retour de l'île d'Elbe, l'employa, le 20 avril 1815, au 9e corps d'observation, et, après la bataille de Waterloo, une décision ministérielle le mit en non-activité.
Chevalier de Saint-Louis le 10 décembre 1817, employé comme inspecteur d'infanterie dans la 11e division militaire, le 16 juin 1819, il fut admis à la retraite le 1er janvier 1825.

## Sources
- « Jean-Baptiste Théodore Lamarque d'Arrouzat », dans Charles Mullié, Biographie des célébrités militaires des armées de terre et de mer de 1789 à 1850, 1852 [détail de l’édition]